# Famille Budé
Pour les articles homonymes, voir Budé (homonymie).
La famille Budé (puis de Budé) est une famille anoblie à la fin du XIVe siècle, qui a fourni plusieurs hauts-fonctionnaires au royaume de France. Au milieu du XVIe siècle, une partie de la famille s'est installée à Genève.

## Personnalités
- Guillaume (13..-14..), maître des garnisons de vins du roi, anobli par le roi Charles VI en septembre 1399.
- Jean (Ier) (13..-14..), frère du précédent, notaire et secrétaire du roi puis contrôleur de l'audience, également anobli en 1399.
- Dreux (Ier) (139.-v. 1475), fils de Jean Ier, Grand audiencier de la chancellerie et trésorier des chartes du roi Charles VII. Prévôt des marchands de Paris (1452-1456), il est le mécène du « maître de Dreux Budé ».Époux de Jeanne Peschart, parents de Jacquette Budé, épouse de Antoine Raguier
- Jean (II) (1425-1501), fils de Dreux Ier, audiencier de la chancellerie, trésorier des chartes du roi et conseiller du roi. Bibliophile, il lègue à ses fils une importante bibliothèque.
- Catherine (14..-1452), fille de Dreux Ier, épouse d'Étienne Chevalier.
- Dreux (II) (né v. 1456), fils de Jean II, notaire et secrétaire du roi (1474), audiencier de la chancellerie et trésorier des chartes du roi.
- Guillaume (II) (1467-1540), frère du précédent, notaire et secrétaire du roi (vers 1498) puis maître des requêtes ordinaire de l'Hôtel du roi (1522). Prévôt des marchands de Paris (1522-1524) puis conseiller de la ville de Paris, il est surtout célèbre en tant qu'humaniste et fondateur du Collège de France.
- Louis (14..-1517), frère du précédent, chanoine et archidiacre de Troyes.
- Dreux (III), fils de Guillaume II, avocat du roi en la cour des aides.
- Jean (III), frère du précédent. Bourgeois de Genève (1555), il est l'un des proches de Calvin.
- Louis (-1552), frère du précédent. Professeur de langues orientales, il a contribué à la fondation du Collège de Genève.
- Jean (IV) (15..-1610), fils de Jean III. Gentilhomme ordinaire du roi Henri IV, lieutenant de la compagnie des gendarmes de Briquemaut à la bataille de Pontcharra (1591), il est conseiller d’État (1599) puis syndic (1603) de la République de Genève. Il a défendu cette dernière contre le duc de Savoie lors de la nuit de l'Escalade (1602).
- Guillaume (III) (1643-16..), petit-fils de Jean IV. Tout d'abord officier des gardes du roi Charles XI de Suède, il sert sous les ordres du maréchal de la Feuillade lors du siège de Candie. Il est ensuite député de la noblesse du pays de Gex auprès du prince de Condé (1679).

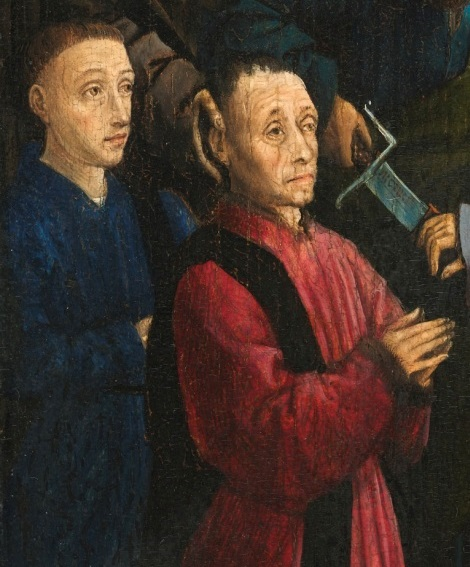
Jean (II) et Dreux (Ier)
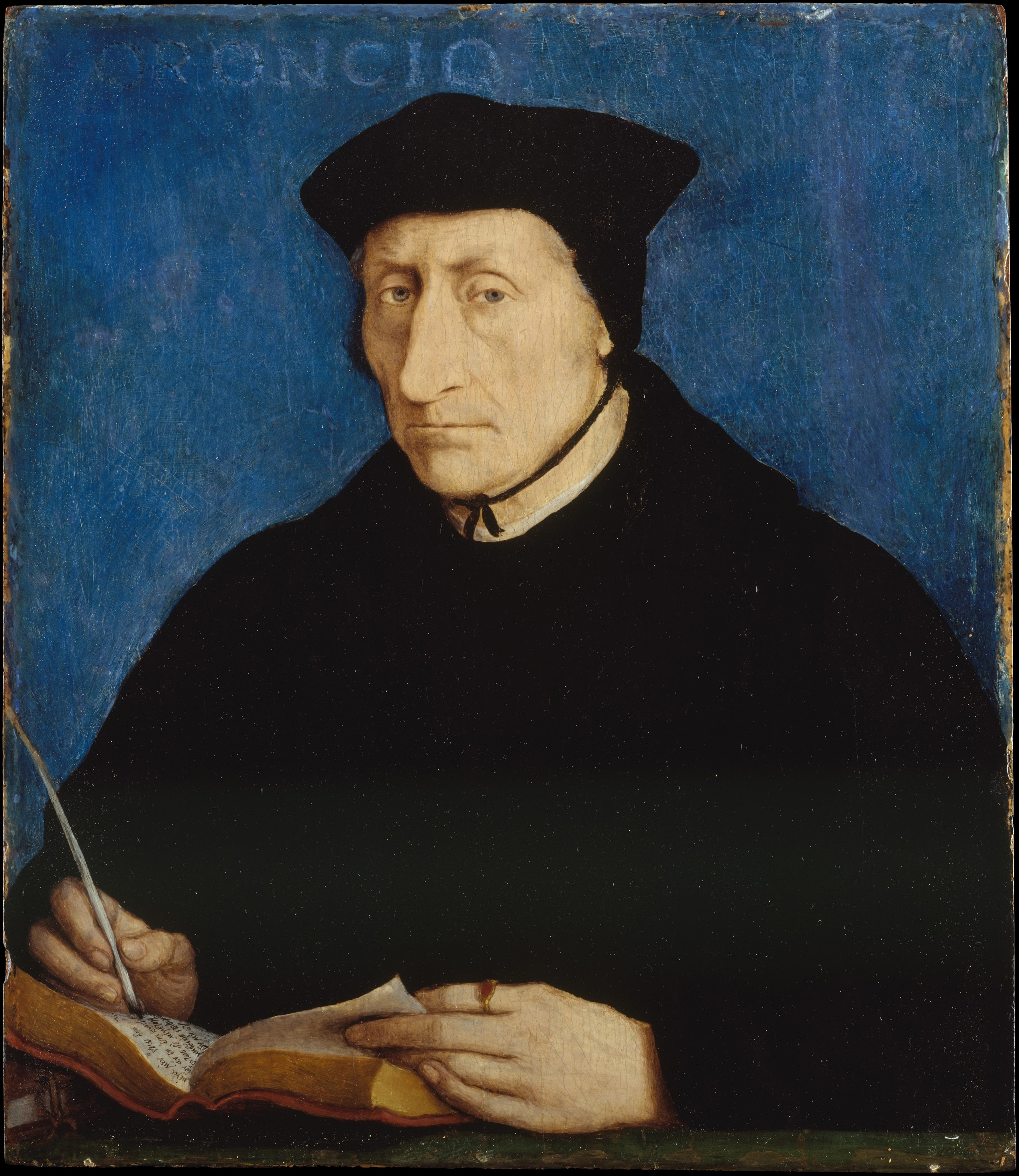
Guillaume (II)